# Sasja Kaun
Aleksandr ”Sasja” Olegovitj Kaun (ryska: Александр Олегович Каун), född den 8 maj 1985 i Tomsk i Sovjetunionen (nu Ryssland), är en före detta rysk basketspelare som tog OS-brons i herrbasket vid olympiska sommarspelen 2012 i London.